# داستين أورتيز
داستين أورتيز (بالإنجليزية: Dustin Ortiz)‏ هو فنان قتال مختلط أمريكي، ولد في 25 ديسمبر 1988 في فرانكلين في الولايات المتحدة.

## وصلات خارجية
- داستين أورتيز على موقع يو إف سي (الإنجليزية)
- داستين أورتيز على موقع شيردوغ (الإنجليزية)
- داستين أورتيز على موقع IMDb (الإنجليزية)
- داستين أورتيز على موقع IMDb (الإنجليزية)
- داستين أورتيز على موقع IMDb (الإنجليزية)